# Duitse wijk

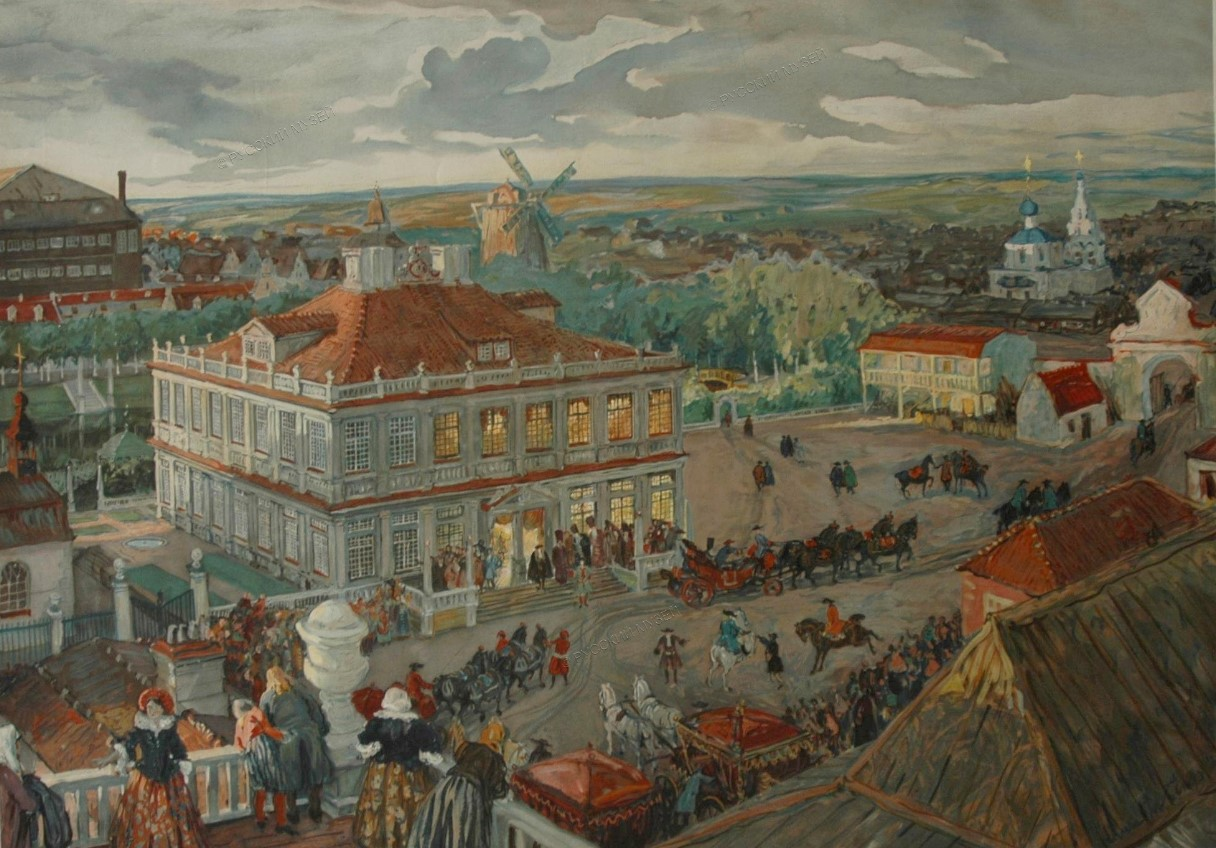
Alexandre Benois. In de Duitse wijk (1911)

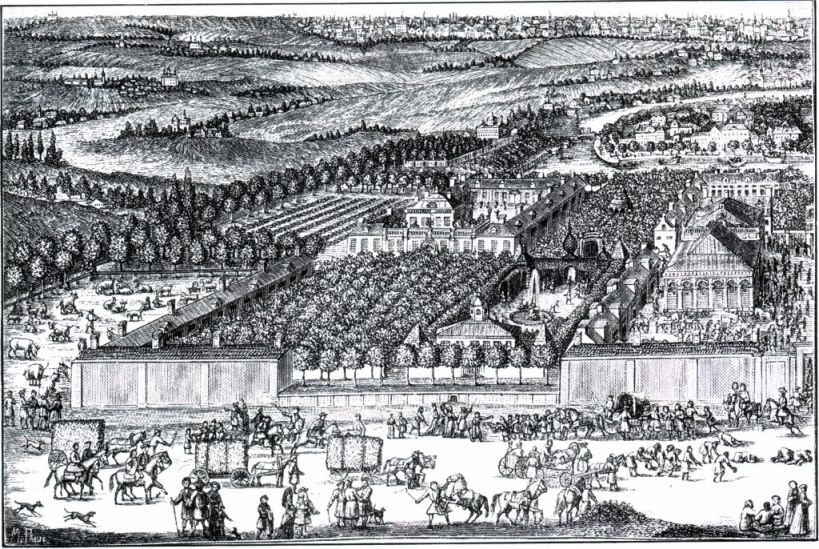
De Duitse wijk, 18e-eeuwse afbeelding

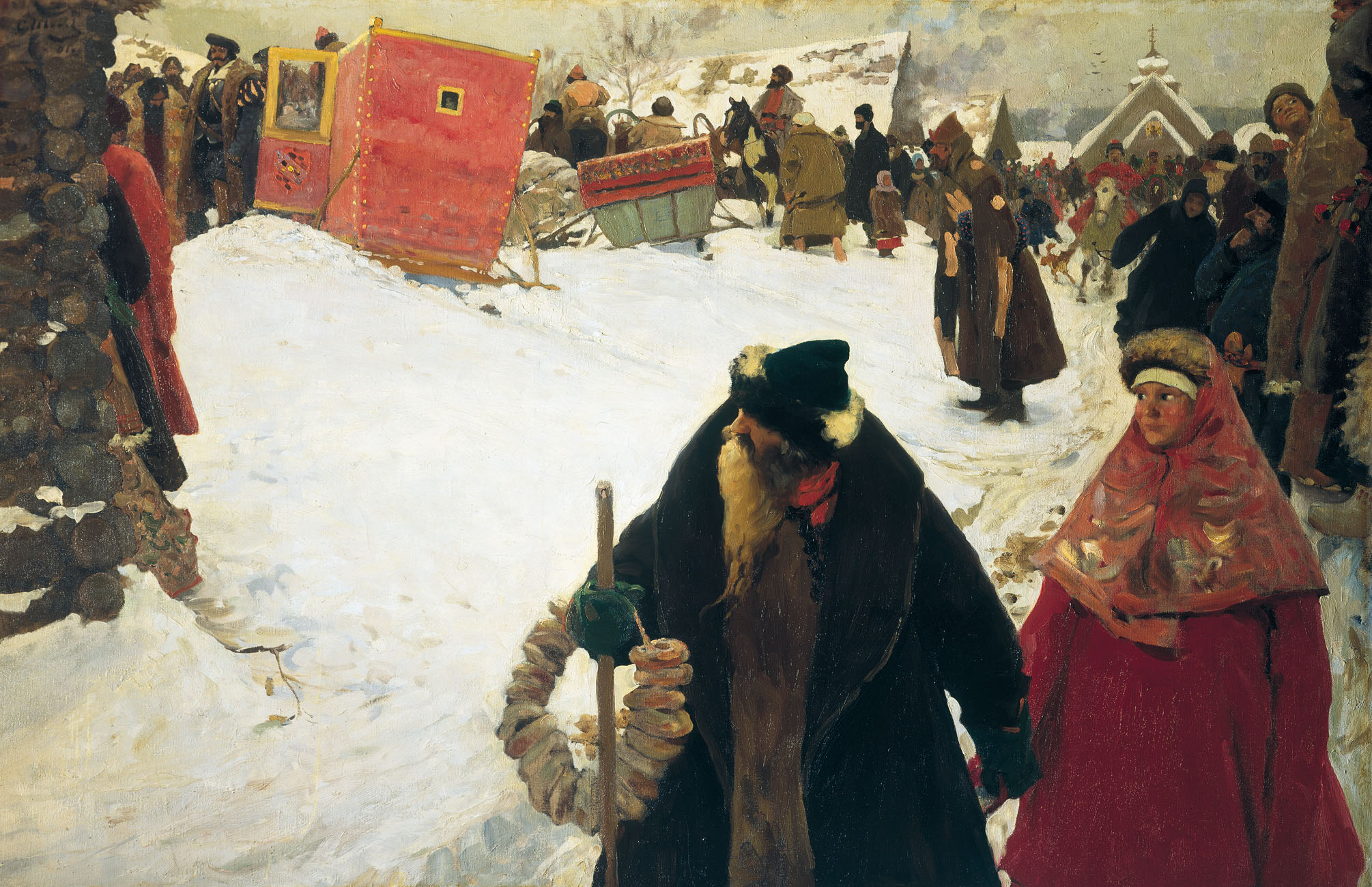
De plaatselijke bevolking stond argwanend tegenover de buitenlanders

De Duitse wijk (Russisch: Немецкая слобода, Nemetskaia sloboda) of Koekoeiwijk (Russisch: слобода Кукуй) was een wijk in Moskou, op de rechteroever van de Jauza in wat nu het district Basmanni is in het noordoosten van Centraal-Moskou. De wijk, die buiten het historische centrum van Moskou lag, werd in de 17e eeuw toegewezen als woonwijk aan buitenlandse immigranten, waaronder handelaren, winkeliers en militaire officieren.
De grenzen van het gebied werden gevormd door het noord-zuidlopende stroompje Koekoei (nu de Dobroslobodskaiastraat en de Bolshoi Demidovskilaan) in het westen, de Spartakovskaiastraat in het noorden en de rivier Jauza in het zuiden en oosten.
In het zuidelijk deel van de Duitse wijk staat vandaag de dag het Sokolstadion van de Technische Staatsuniversiteit van Moskou.

## Geschiedenis

### Oorspronkelijke wijk
De Duitse wijk ontstond midden 15e eeuw en werd bewoond door West-Europese immigranten en buitenlandse militairen die waren gevangengenomen in de Lijflandse Oorlog (1558-1583). De buitenlanders werden door de Russische bevolking gezamenlijk "Duitsers" genoemd. De inwoners waren voornamelijk handwerkers of werkten in korenmolens.
Begin 17e eeuw werd de wijk verwoest door het leger van de Valse Dimitri II. De meeste inwoners gingen dichter bij het Kremlin wonen of verlieten het land.

### Nieuwe Duitse wijk
Na de Tijd der Troebelen (1604-1613) begon Moskou veel Europese immigranten aan te trekken, die het keizerlijke hof dienden of in het Russische leger dienden. In 1652 besloot tsaar Alexis van Rusland, onder druk van de Russische geestelijken, om alle rooms-katholieke en protestantse buitenlanders te concentreren in één deel van Moskou, dat bekend werd als de "nieuwe Duitse wijk" (Novonemetskaia sloboda).
De wijk lag ten oosten van het huidige Lefortovskaia-plein en werd bevolkt door handelaren van de Hanze, winkeliers en officieren van het Russische leger. In 1672 stonden er drie lutherse en twee calvinistische kerken. Ook stonden er een reeks fabrieken, waaronder de eerste zijdefabriek van Moskou.
Tsaar Peter de Grote bezocht de wijk regelmatig. Al op jonge leeftijd bracht hij veel van zijn tijd in de wijk door. Hij was bevriend met een aantal buitenlandse officieren die er woonden, zoals de generaals Patrick Gordon and Franz Lefort. Ook ontmoette Peter de Grote zijn invloedrijke maîtresse Anna Mons hier, de dochter van een Duitse wijnhandelaar.
Inwoners die stierven werden begraven in Lefortovo aan de overkant van de Jauza, op de Vvedenskoie-begraafplaats, ook bekend als de Duitse begraafplaats. De begraafplaats bleef tot de 20e eeuw in gebruik voor begrafenissen van lutheranen en katholieken.

### Verrussing
Begin 18e eeuw begon de wijk te veranderen. Buitenlanders waren niet langer gedwongen om er te wonen en konden ook in het centrum van Moskou gaan wonen. De Franse gemeenschap bijvoorbeeld ging voornamelijk aan de Kuznetski Most-straat wonen.
In de 18e eeuw namen Russische handelaren geleidelijk de buitenlandse bedrijven over en vestigden hun eigen bedrijven in het gebied. Het gebied werd bebouwd met adellijke paleizen, onder meer van Lefort en Alexander Bezborodko. Deze paleizen werden later in gebruik genomen door de Technische Staatsuniversiteit van Moskou.
De brand van Moskou in 1812 verwoestte het gebied, en de meeste eigenaren kozen ervoor om hun grondgebied te verkopen. De wijk verloor haar buitenlandse karakter. De naam "Duitse wijk" verdween medio 18e eeuw; alleen de straatnaam Nemetskaia-straat ("Duitse straat") bleef, in 1918 hernoemd naar Baumanskaia-straat.

## Nederlanders in de Duitse wijk
In de Duitse wijk was een aanzienlijke Nederlandse gemeenschap, die werd bediend door twee calvinistische kerken. Onder de Nederlandse inwoners van de Duitse wijk bevond zich Nicolaas Bidloo, lijfarts van de Russische tsaar Peter de Grote. Bidloo bouwde in opdracht van Peter de Grote het eerste ziekenhuis in Rusland in de Duitse wijk. In dit ziekenhuis gaf Bidloo ook de eerste artsenopleiding van het land. Ook de mentor van Peter de Grote, Franz Timmerman, kwam uit de Nederlandse gemeenschap.